# Luke Ravenstahl

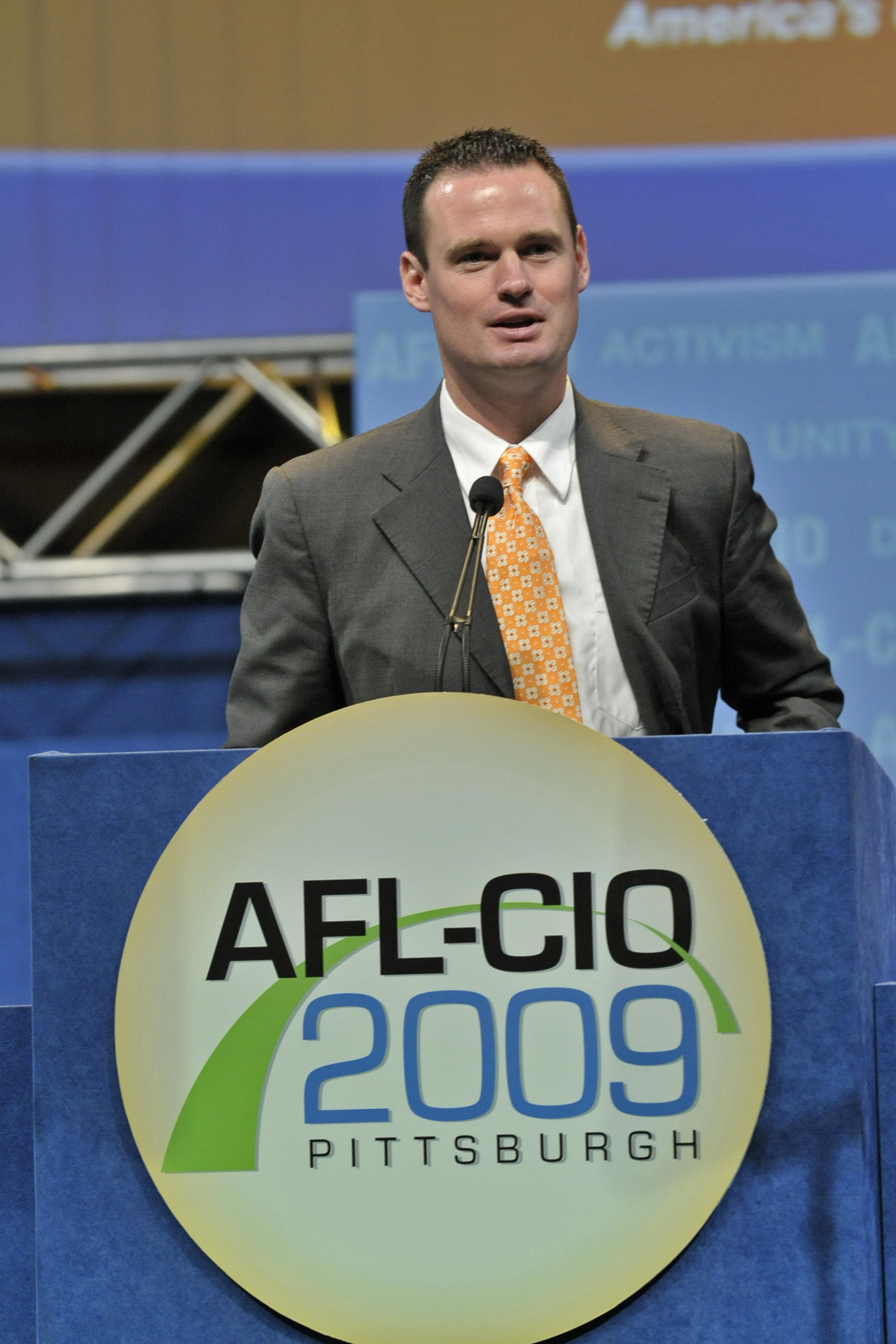

Luke Ravenstahl nacido el 6 de febrero de 1980 es el actual alcalde de Pittsburgh. Con solo 26 años, se convirtió en el alcalde más joven de la historia de la ciudad y uno de los más jóvenes de Estados Unidos. Pertenece al partido demócrata.